# Adoxophyes perangusta
Adoxophyes perangusta es una especie de polilla del género Adoxophyes, tribu Archipini, subfamilia Tortricinae.

## Distribución
Se distribuye por Madagascar.

## Taxonomía
Fue descrita por Diakonoff en 1960 y publicada en Verh. Konin. Neder. Akad. Weten. (2) 53 (2): 12.